# Nathan Wood
Pour les articles homonymes, voir Wood.
Nathan Wood, né le 31 mai 2002 à Middlesbrough en Angleterre, est un footballeur anglais qui évolue au poste de défenseur central au Southampton FC.

## Biographie

### En club
Né à Middlesbrough en Angleterre, Nathan Wood est formé par le club local du Middlesbrough FC.
Le 14 août 2018, Wood joue son premier match en professionnel à seulement 16 ans, lors d'une rencontre de Coupe de la Ligue anglaise contre Notts County. Il entre en jeu à la place de Daniel Ayala et les deux équipes se neutralisent (3-3) avant de se départager lors d'une séance de tirs au but, durant laquelle Middlesbrough sort vainqueur,. Il devient à cette occasion le plus jeune joueur de l'histoire du Middlesbrough FC à jouer un match en professionnel, à 16 ans et 72 jours.
Le 1er février 2021, Nathan Wood est prêté jusqu'à la fin de la saison au Crewe Alexandra, en League One.
Le 31 août 2021, Nathan Wood est de nouveau prêté par Middlesbrough, cette fois en Écosse au Hibernian FC pour une saison,. Le 25 novembre 2021 est toutefois annoncé la fin de son prêt à Hibernian, le joueur n'ayant fait qu'une apparition avec l'équipe première du club est rappelé par Middlesbrough,.
Lors de l'été 2022, Nathan Wood rejoint Swansea City. Le transfert est annoncé dès le 10 juin 2022 et il signe un contrat de deux ans, soit jusqu'en juin 2024,.
Le 5 juillet 2024, il rejoint le Southampton FC. Le 4 décembre, il fait ses débuts en Premier League face à Chelsea (défaite 1-5).

### En sélection
Nathan Wood représente l'équipe d'Angleterre des moins de 17 ans entre 2018 et 2019. Au total il fait onze apparitions avec cette sélection.
Wood joue également avec les moins de 18 ans, jouant en tout neuf matchs, tous en 2019, dont un en tant que capitaine.
Le 21 mars 2023, Nathan Wood est appelé pour la première fois avec l'équipe d'Angleterre espoirs afin de remplacer Jarrad Branthwaite, forfait sur blessure. Il joue son premier match avec les espoirs lors de ce rassemblement, le 28 mars 2023 contre la Croatie. Il est titularisé et son équipe s'incline par deux buts à un,.